# Scheldeprijs Vlaanderen 2006
Lo Scheldeprijs Vlaanderen 2006, novantaduesima edizione della corsa, valido come evento dell'UCI Europe Tour 2006 categoria 1.HC, si svolse il 12 aprile 2006 per un percorso di 200 km. Fu vinto dal belga Tom Boonen, che terminò la gara in 4h31'00" alla media di 44,28 km/h.
Dei 153 ciclisti alla partenza furono in 22 a portare a termine il percorso.

## Ordine d'arrivo (Top 10)
| Pos. | Corridore         | Squadra      | Tempo    |
| ---- | ----------------- | ------------ | -------- |
| 1    | Tom Boonen        | Quick Step   | 4h31'00" |
| 2    | Steven de Jongh   | Quick Step   | s.t.     |
| 3    | Gert Steegmans    | Davitamon    | s.t.     |
| 4    | Nico Eeckhout     | Ch. Jacques  | s.t.     |
| 5    | Graeme Brown      | Rabobank     | s.t.     |
| 6    | Enrico Gasparotto | Liquigas     | s.t.     |
| 7    | Jens Renders      | Ch. Jacques  | s.t.     |
| 8    | Aart Vierhouten   | Skil-Shimano | s.t.     |
| 9    | Jeremy Hunt       | Unibet.com   | s.t.     |
| 10   | René Weissinger   | Skil-Shimano | s.t.     |